# Simulium wanchaii
Simulium wanchaii är en tvåvingeart som beskrevs av Takaoka 2006. Simulium wanchaii ingår i släktet Simulium och familjen knott.
Artens utbredningsområde är Thailand. Inga underarter finns listade i Catalogue of Life.